# Lindsay Davenport
Lindsay Ann Davenport [ˈlɪndzɪ ˈdævənpɔːɹt] (* 8. Juni 1976 in Palos Verdes, Kalifornien) ist eine ehemalige US-amerikanische Tennisspielerin.

## Karriere
Sie gewann drei Grand-Slam-Turniere: die US Open 1998, Wimbledon 1999, als sie im Finale Steffi Graf bezwang, und die Australian Open 2000; hinzu kommt die Goldmedaille bei den Olympischen Spielen 1996. Sie stand zwischen 1998 und 2001 mehrfach an der Spitze der Tennisweltrangliste, im Einzel und im Doppel. Nach einer längeren Verletzungspause war sie Ende 2004 erneut die Nummer 1. Sie gewann auch drei Grand-Slam-Turniere im Doppel, 1996 Roland Garros (French Open), 1997 die US Open und 1999 (parallel zu ihrem Einzeltitel) Wimbledon. Sie war 1998, 2001, 2004 und 2005 am Jahresende jeweils Weltranglistenerste.
Ihr Spiel war geprägt von kraftvollen und platzierten Grundschlägen sowie ihrem ausgezeichneten Aufschlag – mit ihrer Größe von 1,89 m hat sie perfekte Hebelwirkungen. Beim Turnier in Tokio gelang Davenport 1999 beispielsweise das Kunststück, in ihrem Achtelfinalmatch gegen Anna Smaschnowa nicht einen einzigen Punkt bei eigenem Service abzugeben. Durch ihre Größe bewegte sich Davenport nicht immer optimal und stand nicht immer sehr gut zum Ball, was sie durch Gewichtsverlust und hartes Training zu verbessern versuchte. Auch mental galt sie als sehr belastbar.
2003 heiratete sie den Banker und ehemaligen Sportler Jon Leach, den Bruder und kurzzeitigen Trainer des Tennisprofis Rick Leach. Die Hochzeit gab der Karriere neuen Auftrieb und so gewann Davenport im Jahr 2004 sieben Turniere und stellte eine beeindruckende Serie von vier Titeln in fünf Wochen auf. Folglich wurde sie als große Favoritin für den Titel bei den US Open gehandelt. Wie so oft wurde sie aber im Halbfinale von einer Verletzung gestoppt, sie musste der späteren Turniersiegerin Swetlana Kusnezowa den Vortritt lassen. Dennoch löste sie am Ende des Jahres Amélie Mauresmo als Nummer 1 ab.

### Saison 2005
Gleich beim ersten Grand-Slam-Turnier des Jahres, den Australian Open, erreichte sie wieder das Finale, musste sich dort aber Serena Williams in drei Sätzen geschlagen geben. Sie gewann zwei weitere Titel in Dubai und Amelia Island und stand auch in Tokio und Indian Wells im Endspiel. Bei dem letzteren Turnier gelang ihr ein spektakulärer Halbfinalerfolg gegen Marija Scharapowa, die sie 6:0 und 6:0 abfertigte. Anschließend verlor sie das Endspiel in drei Sätzen gegen Kim Clijsters. Bei den French Open kam sie auf dem von ihr weniger beliebten Sandplatz bis ins Viertelfinale, in dem sie an der späteren Finalistin Mary Pierce scheiterte.
Beim Turnier in Wimbledon besiegte Davenport unter anderem Kim Clijsters, Swetlana Kusnezowa und Amélie Mauresmo. Im Finale musste sie sich wie so oft Venus Williams geschlagen geben (Neuauflage des Endspiels von 2001). In einer dramatischen Partie verlor sie gegen ihre Landsfrau mit 6:4, 6:7 und 7:9. Mit einer Dauer von zwei Stunden und 44 Minuten war es das längste Damenendspiel in der Geschichte von Wimbledon. Wegen einer Rückenverletzung musste Davenport dann die Teilnahme am Fed Cup absagen. Nach einer kurzen Pause wollte sie ihren Titel beim Turnier von Stanford verteidigen, sie musste jedoch ihre Zweitrundenpartie gegen Anna-Lena Grönefeld beim Stand von 0:5 wegen der seit Wimbledon anhaltenden Rückenbeschwerden abbrechen.
In einem Interview sagte sie: „Ich wusste, dass es ein harter Tag werden würde. Ich habe alles getan, was ich konnte. Die Schmerzen kommen und gehen. Ich bekomme die Erlaubnis zu trainieren, zu spielen, und dann flammt es wieder auf.“ Davenport gab an, bis zu den US Open fit werden zu wollen – auch wenn sie deshalb zwei Turniere absagen musste, bei denen sie als Titelverteidigerin angetreten wäre. Dies bedeutete, dass sie am 22. August 2005 die Führung in der Weltrangliste an Marija Scharapowa abgeben musste, die sie sich jedoch schon eine Woche später durch einen Turniersieg in New Haven zurückeroberte. Die Hoffnungen auf einen Sieg bei den US Open musste Davenport bereits im Viertelfinale begraben. Viele Fehler bescherten ihrer Gegnerin Jelena Dementjewa den Halbfinaleinzug. Nach den US Open verlor sie die Spitzenposition wieder an Scharapowa. In Bali bezwang sie im Finale Francesca Schiavone. Ihren insgesamt 50. Einzeltitel konnte sie zwei Wochen später in Filderstadt gewinnen, wo Amélie Mauresmo dem starken Service von Davenport erneut nichts entgegenzusetzen hatte. Nach 2001 und 2004 war dies bereits ihr dritter Erfolg vor den Toren Stuttgarts.
Auf dem Weg zum Saisonfinale legte Davenport einen Stopp bei den Zurich Open ein. Fünfmal war sie dort bereits gestartet und fünfmal hatte sie das Finale erreicht. Dreimal konnte sie das Turnier für sich entscheiden (1997, 1998 und 2001), nur 2000 (gegen Hingis) und 2002 (gegen Schnyder) zog sie den Kürzeren. Durch den Achtelfinalsieg über Daniela Hantuchová ebnete sie sich den Weg zu ihrem insgesamt achten Titelgewinn. Allerdings musste sie beim 3:6-, 7:5-, 6:2-Erfolg im zweiten Satz zwei Matchbälle abwehren. Im Viertelfinale gegen Schiavone musste Davenport wieder über die volle Distanz gehen (6:4, 4:6, 6:4), das Halbfinale gegen Anastassija Myskina dominierte sie jedoch nach Belieben (6:0, 6:4). Im Finale kam es zur Neuauflage des Endspiels von 2002; sie bewies in einigen engen Situationen Nervenstärke und besiegte Patty Schnyder mit 7:6, 6:3.

### Saison 2006

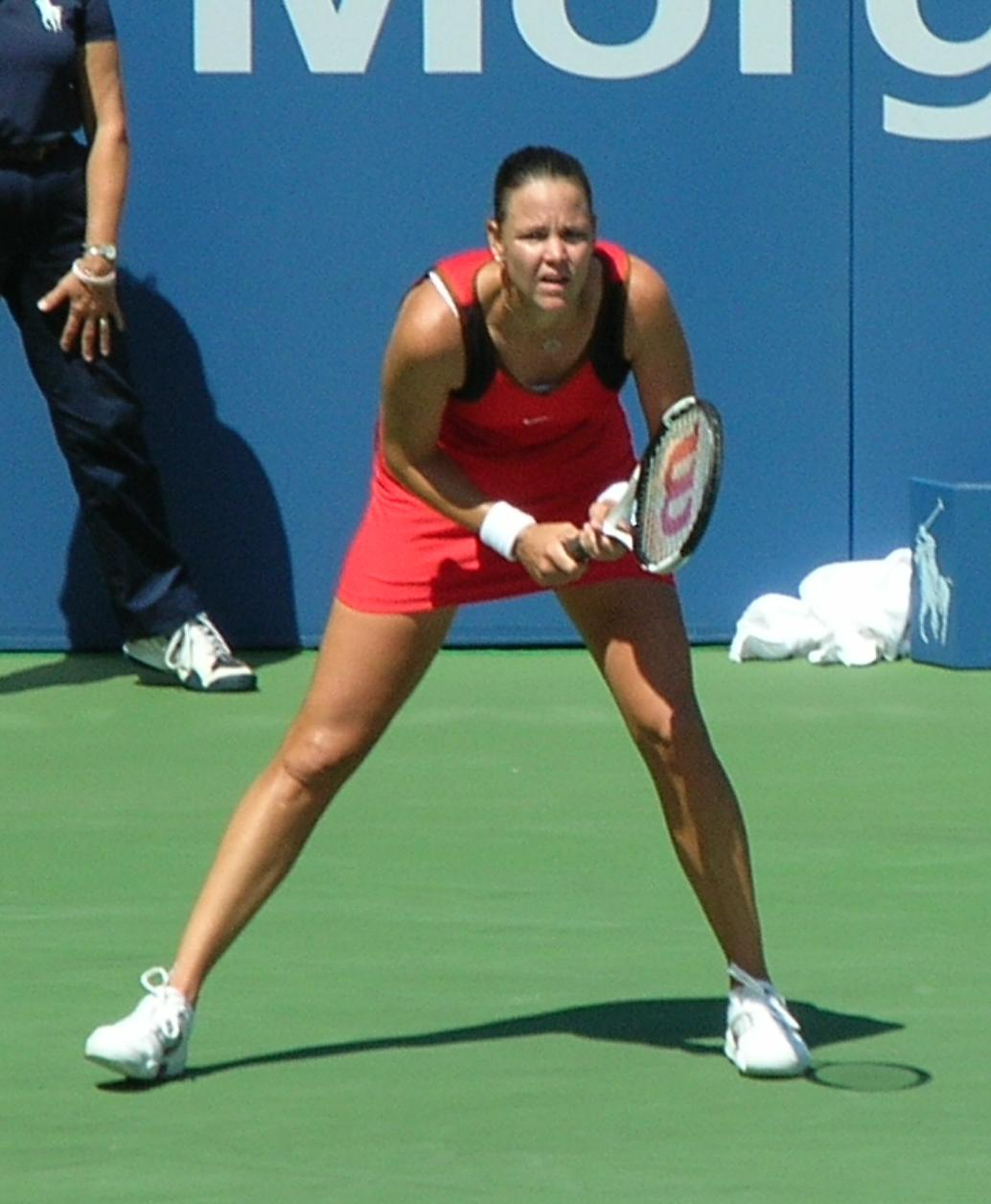
Davenport 2006 bei den US Open

2006 konnte Davenport nicht die ganz großen Erfolge einfahren. Beim Einladungsturnier von Hongkong erreichte sie nach Siegen über Nicole Vaidišová und Venus Williams das Finale (Niederlage gegen Clijsters), bei den Australian Open unterlag sie allerdings bereits im Viertelfinale der späteren Finalistin Justine Henin. In Dubai scheiterte sie im Halbfinale als Titelverteidigerin an Scharapowa. Dort feierte sie mit einem 6:0, 6:0 über Jelena Lichowzewa ihren 700. Sieg. Das Turnier in Indian Wells startete Davenport erneut mit einem 6:0, 6:0 gegen Ashley Harkleroad. Im Viertelfinale scheiterte sie dann, durch eine Verletzung geschwächt, an ihrer Dauerkonkurrentin Martina Hingis.
Davenport plante für das Jahr 2006 nicht mehr als 15 Turniere, was ein Abrutschen in der Weltrangliste zwangsläufig mit sich brachte. Solange sie sich noch als Anwärterin auf große Titel sehe, werde sie spielen. Die europäische Sandplatzsaison 2006 inklusive der French Open ließ sie dann komplett ausfallen. Aufgrund einer Rückenverletzung konnte sie ab März kein Turnier mehr spielen. Sie sagte am 19. Juni 2006 auch Wimbledon ab, für das sie sich optimal vorbereiten wollte. Im August kehrte sie beim Turnier von Los Angeles auf die Tour zurück, unterlag jedoch in ihrem Auftaktmatch knapp der damaligen Doppelspezialistin Samantha Stosur. Zwei Wochen später besiegte Davenport beim Turnier in New Haven im Viertelfinale die Weltranglistenerste Mauresmo klar in zwei Sätzen und erreichte das Finale gegen Justine Henin, das sie beim Stand von 0:6, 0:1 sie aufgrund von Schulterproblemen aufgeben musste. Trotz ihrer Verletzung startete sie gut in die US Open und kämpfte sich ins Viertelfinale, wobei sie in Runde drei zwei Matchbälle gegen Katarina Srebotnik abwehrte und anschließend Patty Schnyder in zwei engen Sätzen bezwang. In der Runde der besten Acht traf sie dann erneutes auf Henin, gegen die sie abermals den Kürzeren zog.
Davenport wurde auch außerhalb des Tennisplatzes als sehr höflich beschrieben; sie war in Spielerkreisen beliebt und pflegte mit der Presse ein »gutes Verhältnis«.
Am 13. Dezember 2006 gab Davenport bekannt, dass sie mit ihrem Mann das erste Kind erwarte. Am 10. Juni 2007 brachte sie Jagger Jonathan zur Welt. Mit den Worten „Ich kann mir nicht vorstellen, noch einmal Tennis zu spielen“ kündigte sie nach 13 Jahren ihren Rückzug aus dem Tennis-Zirkus an.

### Saison 2007
Bereits im Juli revidierte sie ihre Entscheidung, die Karriere zu beenden. Erste Station ihres Comebacks war Ende August das Turnier von New Haven, bei dem sie im Doppel an der Seite von Lisa Raymond antrat. Die beiden scheiterten jedoch schon in der ersten Runde gegen das in der Weltrangliste führende Doppel Cara Black und Liezel Huber.
Ihr Comeback in der Einzelkonkurrenz gab sie Mitte September beim WTA-Turnier auf Bali, das sie auf Anhieb gewann. Unter anderem besiegte sie Jelena Janković, die Nummer 3 der Welt, mit 6:4, 2:6, 6:2. Im Finale besiegte sie Daniela Hantuchová mit 6:4, 3:6, 6:2. Eine Woche später erreichte Davenport in Peking das Halbfinale, wo sie knapp gegen Janković verlor. Ende des Jahres bestritt sie ihr drittes Turnier seit ihrem Comeback. Davenport servierte wie zu ihren besten Zeiten, brachte im Finale gegen Julija Wakulenko sogar ein Aufschlagspiel mit vier Assen in Folge durch und sicherte sich ihren 53. WTA-Titel. Sie hatte sich in die Weltspitze zurückgespielt.

### Saison 2008
Sie startete mit einem Turniersieg in Auckland in die neue Saison.
Mit ihrem Erstrundensieg bei den Australian Open am 14. Januar 2008 krönte sie sich mit 21.897.501 Dollar an erspieltem Preisgeld zur bestverdienenden Sportlerin der Welt und überbot die aus dem Jahr 1999 datierende Bestmarke von Steffi Graf. Bei ihrem sechsten Turnier seit ihrem Comeback in Memphis gewann sie ihren vierten Titel und siegte außerdem im Doppel mit Lisa Raymond. In Indian Wells fegte sie Top-Ten-Spielerin Marion Bartoli vom Platz, musste aber im Viertelfinale verletzungsbedingt gegen Janković aufgeben. Mit einer fantastischen Leistung besiegte sie in Miami die Weltranglistenzweite Ana Ivanović überraschend glatt, scheiterte aber ebenso unerwartet eine Runde später an Dinara Safina. Bei ihrem ersten Sandplatzturnier seit 2005 in Amelia Island erreichte sie das Halbfinale, das sie krankheitsbedingt absagen musste.
Nach dieser Absage im April, spielte sie 2008 im Einzel nur noch zwei Turniere. In Wimbledon gab sie in Runde zwei auf, bei den US Open unterlag sie in der dritten Runde Marion Bartoli. Dank ihrer guten Ergebnisse zu Jahresbeginn belegte Davenport am Ende des Jahres Platz 35 der Weltrangliste.

### Saison 2009
Spekulationen über ein Karriereende erteilte Davenport im Dezember 2008 zunächst eine Absage und gab ihre Zusage für die Australian Open bekannt. Doch schon eine Woche nach dem Statement folgte die Absage. Davenport erwartete ihr zweites Kind, Tochter Lauren Andrus kam am 27. Juni 2009 zur Welt.

### Saison 2010
Davenport schied mit Bob Bryan in Wimbledon in der zweiten Runde aus, gewann jedoch kurz darauf an der Seite der Weltranglistendritten im Doppel, Liezel Huber, das WTA-Turnier von Stanford mit 7:5, 6:78, [10:8] gegen die Paarung Chan Yung-jan/Zheng Jie. Es war Davenports letzter Titelgewinn.

## Turniersiege
| Grand Slam (3)              |
| WTA Championships (1)       |
| Olympische Goldmedaille (1) |
| Tier I Event (11)           |
| WTA Tour (39)               |

### Einzel
| Nr. | Datum              | Turnier            | Belag             | Finalgegnerin           | Ergebnis        |
| --- | ------------------ | ------------------ | ----------------- | ----------------------- | --------------- |
| 1.  | 23. Mai 1993       | Luzern             | Sand              | Nicole Provis           | 6:1, 4:6, 6:2   |
| 2.  | 9. Januar 1994     | Brisbane           | Hartplatz         | Florencia Labat         | 6:1, 2:6, 6:3   |
| 3.  | 21. Mai 1994       | Luzern             | Sand              | Lisa Raymond            | 7:6, 6:4        |
| 4.  | 28. Mai 1995       | Straßburg          | Sand              | Kimiko Date             | 3:6, 6:1, 6:2   |
| 5.  | 25. Mai 1996       | Straßburg          | Sand              | Barbara Paulus          | 6:3, 7:6        |
| 6.  | 3. August 1996     | Olympische Spiele  | Hartplatz         | Arantxa Sánchez-Vicario | 7:68, 6:2       |
| 7.  | 18. August 1996    | Manhattan Beach    | Hartplatz         | Anke Huber              | 6:2, 6:3        |
| 8.  | 23. Februar 1997   | Oklahoma           | Hartplatz (Halle) | Lisa Raymond            | 6:4, 6:2        |
| 9.  | 15. März 1997      | Indian Wells       | Hartplatz         | Irina Spîrlea           | 6:2, 6:1        |
| 10. | 13. April 1997     | Amelia Island      | Sand              | Mary Pierce             | 6:2, 6:3        |
| 11. | 24. August 1997    | Atlanta            | Hartplatz         | Sandrine Testud         | 6:4, 6:1        |
| 12. | 19. Oktober 1997   | Zürich             | Hartplatz (Halle) | Nathalie Tauziat        | 7:6, 7:5        |
| 13. | 9. November 1997   | Chicago            | Teppich (Halle)   | Nathalie Tauziat        | 6:0, 7:5        |
| 14. | 8. Februar 1998    | Tokio              | Teppich (Halle)   | Martina Hingis          | 6:3, 6:3        |
| 15. | 2. August 1998     | Stanford           | Hartplatz         | Venus Williams          | 6:4, 5:7, 6:4   |
| 16. | 9. August 1998     | San Diego          | Hartplatz         | Mary Pierce             | 6:3, 6:1        |
| 17. | 16. August 1998    | Manhattan Beach    | Hartplatz         | Martina Hingis          | 4:6, 6:4, 6:3   |
| 18. | 13. September 1998 | US Open            | Hartplatz         | Martina Hingis          | 6:3, 7:5        |
| 19. | 18. Oktober 1998   | Zürich             | Hartplatz (Halle) | Venus Williams          | 7:5, 6:3        |
| 20. | 16. Januar 1999    | Sydney             | Hartplatz         | Martina Hingis          | 6:4, 6:3        |
| 21. | 22. Mai 1999       | Madrid             | Sand              | Paola Suárez            | 6:1, 6:3        |
| 22. | 4. Juli 1999       | Wimbledon          | Rasen             | Steffi Graf             | 6:4, 7:5        |
| 23. | 1. August 1999     | Stanford           | Hartplatz         | Venus Williams          | 7:6, 6:2        |
| 24. | 26. September 1999 | Tokio              | Hartplatz         | Monica Seles            | 7:5, 7:6        |
| 25. | 14. November 1999  | Philadelphia       | Teppich (Halle)   | Martina Hingis          | 6:3, 6:4        |
| 26. | 21. November 1999  | Tour Championships | Teppich (Halle)   | Martina Hingis          | 6:4, 6:2        |
| 27. | 30. Januar 2000    | Australian Open    | Hartplatz         | Martina Hingis          | 6:1, 7:5        |
| 28. | 18. März 2000      | Indian Wells       | Hartplatz         | Martina Hingis          | 4:6, 6:4, 6:0   |
| 29. | 22. Oktober 2000   | Linz               | Teppich (Halle)   | Venus Williams          | 6:4, 3:6, 6:2   |
| 30. | 12. November 2000  | Philadelphia       | Teppich (Halle)   | Martina Hingis          | 7:67, 6:4       |
| 31. | 4. Februar 2001    | Tokio              | Teppich (Halle)   | Martina Hingis          | 6:74, 6:4, 6:2  |
| 32. | 4. März 2001       | Scottsdale         | Hartplatz         | Meghann Shaughnessy     | 6:2, 6:3        |
| 33. | 23. Juni 2001      | Eastbourne         | Rasen             | Magüi Serna             | 6:2, 6:0        |
| 34. | 12. August 2001    | Los Angeles        | Hartplatz         | Monica Seles            | 6:3, 7:5        |
| 35. | 14. Oktober 2001   | Filderstadt        | Hartplatz (Halle) | Justine Henin           | 7:5, 6:4        |
| 36. | 21. Oktober 2001   | Zürich             | Hartplatz (Halle) | Jelena Dokić            | 6:3, 6:1        |
| 37. | 28. Oktober 2001   | Linz               | Hartplatz (Halle) | Jelena Dokić            | 6:4, 6:1        |
| 38. | 2. Februar 2003    | Tokio              | Teppich (Halle)   | Monica Seles            | 6:76, 6:1, 6:2  |
| 39. | 8. Februar 2004    | Tokio              | Teppich (Halle)   | Magdalena Maleewa       | 6:4, 6:1        |
| 40. | 11. April 2004     | Amelia Island      | Sand              | Amélie Mauresmo         | 6:4, 6:4        |
| 41. | 18. Juli 2004      | Stanford           | Hartplatz         | Venus Williams          | 7:64, 5:7, 7:64 |
| 42. | 25. Juli 2004      | Los Angeles        | Hartplatz         | Serena Williams         | 6:1, 6:3        |
| 43. | 1. August 2004     | San Diego          | Hartplatz         | Anastassija Myskina     | 6:1, 6:1        |
| 44. | 22. August 2004    | Cincinnati         | Hartplatz         | Wera Swonarjowa         | 6:3, 6:2        |
| 45. | 10. Oktober 2004   | Filderstadt        | Hartplatz (Halle) | Amélie Mauresmo         | 6:2, Aufgabe    |
| 46. | 5. März 2005       | Dubai              | Hartplatz         | Jelena Janković         | 6:4, 3:6, 6:4   |
| 47. | 10. April 2005     | Amelia Island      | Sand              | Silvia Farina Elia      | 7:5, 7:5        |
| 48. | 27. August 2005    | New Haven          | Hartplatz         | Amélie Mauresmo         | 6:4, 6:4        |
| 49. | 18. September 2005 | Bali               | Hartplatz         | Francesca Schiavone     | 6:2, 6:4        |
| 50. | 9. Oktober 2005    | Filderstadt        | Hartplatz (Halle) | Amélie Mauresmo         | 6:2, 6:4        |
| 51. | 23. Oktober 2005   | Zürich             | Hartplatz (Halle) | Patty Schnyder          | 7:65, 6:3       |
| 52. | 16. September 2007 | Bali               | Hartplatz         | Daniela Hantuchová      | 6:4, 3:6, 6:2   |
| 53. | 4. November 2007   | Québec             | Teppich (Halle)   | Julija Wakulenko        | 6:4, 6:1        |
| 54. | 5. Januar 2008     | Auckland           | Hartplatz         | Aravane Rezaï           | 6:2, 6:2        |
| 55. | 1. März 2008       | Memphis            | Hartplatz (Halle) | Wolha Hawarzowa         | 6:2, 6:1        |

### Doppel
| Nr. | Datum          | Turnier            | Kategorie              | Belag             | Partnerin               | Finalgegnerinnen                       | Ergebnis          |
| --- | -------------- | ------------------ | ---------------------- | ----------------- | ----------------------- | -------------------------------------- | ----------------- |
| 1.  | Februar 1994   | Indian Wells       | WTA Tier II            | Hartplatz         | Lisa Raymond            | Manon Bollegraf Helena Suková          | 6:2, 6:4          |
| 2.  | November 1994  | Oklahoma City      | WTA Tier II            | Teppich (Halle)   | Arantxa Sánchez Vicario | Gigi Fernández Martina Navratilova     | 7:5, 6:4          |
| 3.  | Januar 1995    | Sydney             | WTA Tier II            | Hartplatz         | Jana Novotná            | Patty Fendick Mary Joe Fernández       | 7:5, 2:6, 6:4     |
| 4.  | März 1995      | Indian Wells       | WTA Tier II            | Hartplatz         | Lisa Raymond            | Larisa Neiland Arantxa Sánchez Vicario | 2:6, 6:4, 6:3     |
| 5.  | Mai 1995       | Straßburg          | WTA Tier III           | Sand              | Mary Joe Fernández      | Sabine Appelmans Miriam Oremans        | 6:2, 6:3          |
| 6.  | September 1995 | Tokio              | WTA Tier II            | Hartplatz         | Mary Joe Fernández      | Amanda Coetzer Linda Wild              | 6:3, 6:2          |
| 7.  | Januar 1996    | Sydney             | WTA Tier II            | Hartplatz         | Mary Joe Fernández      | Lori McNeil Helena Suková              | 6:3, 6:3          |
| 8.  | Juni 1996      | French Open        | Grand Slam             | Sand              | Mary Joe Fernández      | Gigi Fernández Natallja Swerawa        | 6:2, 6:1          |
| 9.  | August 1996    | Manhattan Beach    | WTA Tier II            | Hartplatz         | Natallja Swerawa        | Amy Frazier Kimberly Po                | 6:1, 6:4          |
| 10. | November 1996  | Oakland            | WTA Tier II            | Teppich (Halle)   | Mary Joe Fernández      | Irina Spîrlea Nathalie Tauziat         | 6:1, 6:3          |
| 11. | November 1996  | Tour Championships | WTA Tour Championships | Teppich (Halle)   | Mary Joe Fernández      | Jana Novotná Arantxa Sánchez Vicario   | 6:3, 6:2          |
| 12. | Februar 1997   | Tokio              | WTA Tier I             | Teppich (Halle)   | Natallja Swerawa        | Gigi Fernández Martina Hingis          | 6:4, 6:3          |
| 13. | März 1997      | Indian Wells       | WTA Tier I             | Hartplatz         | Natallja Swerawa        | Lisa Raymond Nathalie Tauziat          | 6:3, 6:2          |
| 14. | April 1997     | Amelia Island      | WTA Tier II            | Sand              | Jana Novotná            | Nicole Arendt Manon Bollegraf          | 6:3, 6:0          |
| 15. | Mai 1997       | Berlin             | WTA Tier I             | Sand              | Jana Novotná            | Gigi Fernández Natallja Swerawa        | 6:2, 3:6, 6:2     |
| 16. | Juli 1997      | Stanford           | WTA Tier II            | Hartplatz         | Martina Hingis          | Conchita Martínez Patricia Tarabini    | 6:1, 6:3          |
| 17. | September 1997 | US Open            | Grand Slam             | Hartplatz         | Jana Novotná            | Gigi Fernández Natallja Swerawa        | 6:3, 6:4          |
| 18. | November 1997  | Tour Championships | WTA Tour Championships | Teppich (Halle)   | Jana Novotná            | Alexandra Fusai Nathalie Tauziat       | 6:7, 6:3, 6:2     |
| 19. | März 1998      | Indian Wells       | WTA Tier I             | Hartplatz         | Natallja Swerawa        | Alexandra Fusai Nathalie Tauziat       | 6:4, 2:6, 6:4     |
| 20. | Mai 1998       | Berlin             | WTA Tier I             | Sand              | Natallja Swerawa        | Alexandra Fusai Nathalie Tauziat       | 6:3, 6:0          |
| 21. | August 1998    | Stanford           | WTA Tier II            | Hartplatz         | Natallja Swerawa        | Laryssa Sawtschenko Olena Tatarkowa    | 6:4, 6:4          |
| 22. | August 1998    | San Diego          | WTA Tier II            | Hartplatz         | Natallja Swerawa        | Alexandra Fusai Nathalie Tauziat       | 6:2, 6:1          |
| 23. | Oktober 1998   | Filderstadt        | WTA Tier II            | Hartplatz (Halle) | Natallja Swerawa        | Anna Kurnikowa Arantxa Sánchez Vicario | 6:4, 6:2          |
| 24. | November 1998  | Tour Championships | WTA Tour Championships | Teppich (Halle)   | Natallja Swerawa        | Alexandra Fusai Nathalie Tauziat       | 6:7, 7:5, 6:3     |
| 25. | Februar 1999   | Tokio              | WTA Tier I             | Teppich (Halle)   | Natallja Swerawa        | Martina Hingis Jana Novotná            | 6:2, 6:3          |
| 26. | Juli 1999      | Wimbledon          | Grand Slam             | Rasen             | Corina Morariu          | Mariaan de Swardt Olena Tatarkowa      | 6:4, 6:4          |
| 27. | August 1999    | Stanford           | WTA Tier II            | Hartplatz         | Corina Morariu          | Anna Kurnikowa Jelena Lichowzewa       | 6:4, 6:4          |
| 28. | August 1999    | San Diego          | WTA Tier II            | Hartplatz         | Corina Morariu          | Serena Williams Venus Williams         | 6:4, 6:1          |
| 29. | März 2000      | Indian Wells       | WTA Tier I             | Hartplatz         | Corina Morariu          | Anna Kurnikowa Natallja Swerawa        | 6:2, 6:3          |
| 30. | Oktober 2001   | Filderstadt        | WTA Tier II            | Hartplatz (Halle) | Lisa Raymond            | Justine Henin Meghann Shaughnessy      | 6:4, 6:74, 7:5    |
| 31. | Oktober 2001   | Zürich             | WTA Tier I             | Hartplatz (Halle) | Lisa Raymond            | Sandrine Testud Roberta Vinci          | 6:3, 2:6, 6:2     |
| 32. | Oktober 2002   | Filderstadt        | WTA Tier II            | Hartplatz (Halle) | Lisa Raymond            | Meghann Shaughnessy Paola Suárez       | 6:2, 6:4          |
| 33. | März 2003      | Indian Wells       | WTA Tier I             | Hartplatz         | Lisa Raymond            | Kim Clijsters Ai Sugiyama              | 3:6, 6:4, 6:1     |
| 34. | April 2003     | Amelia Island      | WTA Tier II            | Sand              | Lisa Raymond            | Virginia Ruano Pascual Paola Suárez    | 7:5, 6:2          |
| 35. | Juni 2003      | Eastbourne         | WTA Tier II            | Rasen             | Lisa Raymond            | Jennifer Capriati Magüi Serna          | 6:3, 6:2          |
| 36. | September 2006 | Bali               | WTA Tier III           | Hartplatz         | Corina Morariu          | Natalie Grandin Trudi Musgrave         | 6:3, 6:4          |
| 37. | März 2008      | Memphis            | WTA Tier III           | Hartplatz         | Lisa Raymond            | Angela Haynes Mashona Washington       | 6:3, 6:1          |
| 38. | 1. August 2010 | Stanford           | WTA Premier            | Hartplatz         | Liezel Huber            | Chan Yung-jan Zheng Jie                | 7:5, 6:78, [10:8] |

## Karrierestatistik und Turnierbilanz
Einzel
| Turnier                      | 1991              | 1992              | 1993              | 1994              | 1995              | 1996              | 1997              | 1998              | 1999              | 2000              | 2001              | 2002              | 2003              | 2004              | 2005              | 2006              | 2007              | 2008              | Titel / Teiln. | Titel / Teiln. |
| ---------------------------- | ----------------- | ----------------- | ----------------- | ----------------- | ----------------- | ----------------- | ----------------- | ----------------- | ----------------- | ----------------- | ----------------- | ----------------- | ----------------- | ----------------- | ----------------- | ----------------- | ----------------- | ----------------- | -------------- | -------------- |
| Australian Open              | –                 | –                 | 3                 | VF                | VF                | AF                | AF                | HF                | HF                | S                 | HF                | –                 | AF                | VF                | F                 | VF                | –                 | 2                 | 1 / 14         | 1 / 14         |
| French Open                  | –                 | –                 | 1                 | 3                 | AF                | VF                | AF                | HF                | VF                | 1                 | –                 | –                 | AF                | AF                | VF                | –                 | –                 | –                 | 0 / 11         | 0 / 11         |
| Wimbledon                    | –                 | Q1                | 3                 | VF                | AF                | 2                 | 2                 | VF                | S                 | F                 | HF                | –                 | VF                | HF                | F                 | –                 | –                 | 2                 | 1 / 13         | 1 / 13         |
| US Open                      | 1                 | 2                 | AF                | 3                 | 2                 | AF                | HF                | S                 | HF                | F                 | VF                | HF                | HF                | HF                | VF                | VF                | –                 | 3                 | 1 / 17         | 1 / 17         |
| Tour Championships           | –                 | –                 | –                 | F                 | 1                 | VF                | 1                 | F                 | S                 | 1                 | F                 | 1                 | –                 | RR                | HF                | –                 | –                 | –                 | 1 / 11         | 1 / 11         |
| München                      | nicht ausgetragen | nicht ausgetragen | nicht ausgetragen | nicht ausgetragen | nicht ausgetragen | nicht ausgetragen | nicht ausgetragen | 1                 | HF                | nicht ausgetragen | nicht ausgetragen | nicht ausgetragen | nicht ausgetragen | nicht ausgetragen | nicht ausgetragen | nicht ausgetragen | nicht ausgetragen | nicht ausgetragen | 0 / 2          | 0 / 2          |
| Indian Wells                 | andere Kategorie  | andere Kategorie  | andere Kategorie  | andere Kategorie  | andere Kategorie  | andere Kategorie  | S                 | F                 | 2                 | S                 | VF                | –                 | F                 | F                 | F                 | AF                | –                 | VF                | 2 / 10         | 2 / 10         |
| Miami                        | –                 | 2                 | 2                 | HF                | AF                | HF                | AF                | VF                | VF                | F                 | VF                | –                 | AF                | –                 | –                 | –                 | –                 | AF                | 0 / 12         | 0 / 12         |
| Hilton Head Island           | –                 | –                 | 2                 | VF                | –                 | –                 | VF                | VF                | –                 | –                 | nicht ausgetragen | nicht ausgetragen | nicht ausgetragen | nicht ausgetragen | nicht ausgetragen | nicht ausgetragen | nicht ausgetragen | nicht ausgetragen | 0 / 4          | 0 / 4          |
| Charleston                   | nicht ausgetragen | nicht ausgetragen | nicht ausgetragen | nicht ausgetragen | nicht ausgetragen | nicht ausgetragen | nicht ausgetragen | nicht ausgetragen | nicht ausgetragen | nicht ausgetragen | –                 | –                 | HF                | VF                | VF                | –                 | –                 | –                 | 0 / 3          | 0 / 3          |
| Berlin                       | –                 | –                 | –                 | –                 | –                 | –                 | 2                 | AF                | –                 | –                 | –                 | –                 | –                 | –                 | –                 | –                 | –                 | –                 | 0 / 2          | 0 / 2          |
| Rom                          | –                 | –                 | –                 | –                 | –                 | –                 | –                 | –                 | –                 | AF                | –                 | –                 | –                 | –                 | –                 | –                 | –                 | –                 | 0 / 1          | 0 / 1          |
| San Diego                    | andere Kategorie  | andere Kategorie  | andere Kategorie  | andere Kategorie  | andere Kategorie  | andere Kategorie  | andere Kategorie  | andere Kategorie  | andere Kategorie  | andere Kategorie  | andere Kategorie  | andere Kategorie  | andere Kategorie  | S                 | –                 | –                 | –                 | n. a.             | 1 / 1          | 1 / 1          |
| Kanada                       | –                 | –                 | –                 | –                 | –                 | –                 | VF                | –                 | –                 | AF                | –                 | –                 | –                 | –                 | –                 | –                 | –                 | –                 | 0 / 2          | 0 / 2          |
| Philadelphia                 | a. K.             | a. K.             | AF                | AF                | –                 | n. a. bzw. a. K.  | n. a. bzw. a. K.  | n. a. bzw. a. K.  | n. a. bzw. a. K.  | n. a. bzw. a. K.  | n. a. bzw. a. K.  | n. a. bzw. a. K.  | n. a. bzw. a. K.  | n. a. bzw. a. K.  | n. a. bzw. a. K.  | n. a. bzw. a. K.  | n. a. bzw. a. K.  | n. a. bzw. a. K.  | 0 / 2          | 0 / 2          |
| Tokio                        | a. K.             | a. K.             | –                 | –                 | F                 | VF                | VF                | S                 | VF                | –                 | S                 | –                 | S                 | S                 | F                 | –                 | –                 | –                 | 4 / 9          | 4 / 9          |
| Moskau                       | n. a. bzw. a. K.  | n. a. bzw. a. K.  | n. a. bzw. a. K.  | n. a. bzw. a. K.  | n. a. bzw. a. K.  | n. a. bzw. a. K.  | –                 | –                 | –                 | –                 | –                 | F                 | –                 | HF                | –                 | –                 | –                 | –                 | 0 / 2          | 0 / 2          |
| Zürich                       | a. K.             | a. K.             | –                 | –                 | –                 | –                 | S                 | S                 | –                 | F                 | S                 | F                 | –                 | –                 | S                 | –                 | –                 | a. K.             | 4 / 6          | 4 / 6          |
| Olympische Spiele            | n. a.             | –                 | nicht ausgetragen | nicht ausgetragen | nicht ausgetragen | S                 | nicht ausgetragen | nicht ausgetragen | nicht ausgetragen | 2                 | nicht ausgetragen | nicht ausgetragen | nicht ausgetragen | –                 | nicht ausgetragen | nicht ausgetragen | nicht ausgetragen | –                 | 1 / 2          | 1 / 2          |
| Fed Cup                      | –                 | –                 | VF                | F                 | F                 | S                 | PO                | –                 | S                 | S                 | –                 | –                 | –                 | –                 | HF                | –                 | –                 | HF                | 3 / 9          | 3 / 9          |
| Statistik                    | Statistik         | Statistik         | Statistik         | Statistik         | Statistik         | Statistik         | Statistik         | Statistik         | Statistik         | Statistik         | Statistik         | Statistik         | Statistik         | Statistik         | Statistik         | Statistik         | Statistik         | Statistik         | S/N            | Sieg%          |
| Turnierteilnahmen            | 3                 | 12                | 16                | 17                | 15                | 18                | 22                | 21                | 19                | 19                | 17                | 9                 | 16                | 17                | 16                | 6                 | 3                 | 8                 | Gesamt: 254    | Gesamt: 254    |
| Erreichte Finals             | 0                 | 0                 | 1                 | 3                 | 3                 | 4                 | 8                 | 10                | 8                 | 11                | 11                | 4                 | 6                 | 9                 | 10                | 1                 | 2                 | 2                 | Gesamt: 93     | Gesamt: 93     |
| Gewonnene Titel              | 0                 | 0                 | 1                 | 2                 | 1                 | 3                 | 6                 | 6                 | 7                 | 4                 | 7                 | 0                 | 1                 | 7                 | 6                 | 0                 | 2                 | 2                 | Gesamt: 55     | Gesamt: 55     |
| Hartplatz-Siege/-Niederlagen | 3:3               | 9:7               | 23:8              | 21:5              | 15:8              | 29:6              | 34:8              | 38:8              | 36:7              | 41:8              | 46:8              | 18:7              | 29:10             | 39:4              | 40:6              | 21:8              | 8:1               | 19:5              | 469:117        | 80 %           |
| Sand-Siege/-Niederlagen      | 0:0               | 8:5               | 10:4              | 8:2               | 3:1               | 9:1               | 10:4              | 13:4              | 9:2               | 1:1               | 0:0               | 0:0               | 10:3              | 13:3              | 11:2              | 0:0               | 0:0               | 4:0               | 109:32         | 77 %           |
| Rasen-Siege/-Niederlagen     | 0:0               | 0:1               | 2:2               | 12:4              | 8:1               | 2:2               | 1:1               | 4:1               | 7:0               | 7:2               | 9:1               | 0:0               | 4:2               | 5:1               | 6:1               | 0:0               | 0:0               | 1:0               | 68:19          | 78 %           |
| Teppich-Siege/-Niederlagen   | 0:0               | 0:0               | 3:2               | 7:4               | 7:3               | 11:6              | 14:3              | 14:2              | 9:1               | 11:1              | 7:0               | 6:2               | 4:0               | 6:1               | 3:1               | 0:0               | 5:0               | 0:0               | 107:26         | 80 %           |
| Gesamt-Siege/-Niederlagen    | 3:3               | 17:13             | 38:16             | 48:15             | 33:13             | 51:15             | 59:16             | 69:15             | 61:10             | 60:12             | 62:9              | 24:9              | 47:15             | 63:9              | 60:10             | 21:8              | 13:1              | 24:5              | 753:194        | 80 %           |
| Sieg%                        | 50 %              | 57 %              | 70 %              | 76 %              | 72 %              | 77 %              | 79 %              | 82 %              | 86 %              | 83 %              | 87 %              | 73 %              | 76 %              | 88 %              | 86 %              | 72 %              | 93 %              | 83 %              | Gesamt:        | 80 %           |
| Jahresendposition            | 339               | 159               | 20                | 6                 | 12                | 9                 | 3                 | 1                 | 2                 | 2                 | 1                 | 12                | 5                 | 1                 | 1                 | 25                | 73                | 36                | N/A            | N/A            |

Zeichenerklärung: S = Turniersieg; F, HF, VF, AF = Einzug ins Finale / Halbfinale / Viertelfinale / Achtelfinale; 1, 2, 3 = Ausscheiden in der 1. / 2. / 3. Hauptrunde; RR = Round Robin (Gruppenphase); n. a. = nicht ausgetragen; a. K. = andere Kategorie; PO (Playoff) = Auf- und Abstiegsrunde im Fed Cup; K1, K2, K3 = Teilnahme in der Kontinentalgruppe I, II, III im Fed Cup.
Anmerkung: Diese Statistik berücksichtigt alle Ergebnisse im Einzel, so wie es auf der WTA-Seite steht. Dargestellt sind nur WTA-Turniere der Kategorie Tier I.

## Auszeichnungen
Am 12. Juli 2014 wurde Lindsay Davenport in die International Tennis Hall of Fame aufgenommen.

## Familie
Lindsay Davenport ist die Tochter des ehemaligen Volleyballspielers Winthrop Davenport.